# 关庙乡 (金寨县)
关庙乡，是中华人民共和国安徽省六安市金寨县下辖的一个乡镇级行政单位。

## 行政区划
关庙乡下辖以下地区：
关庙村、大埠口村、墨园村、胭脂村、银山村和仙桃村。